# Gusztav Jany

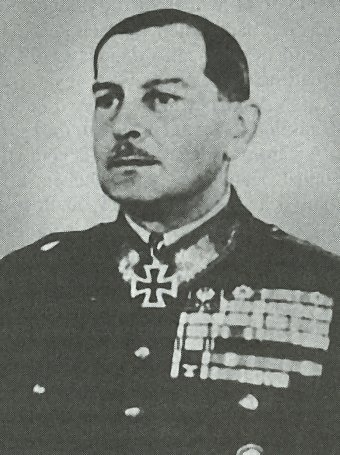
Gusztav Jany, 1943.

Gusztáv Vitéz Jány , född 21 oktober 1883 i Rajka, död 16 november 1947 i Budapest, var en ungersk officer som deltog i andra världskriget och bland annat ledde den andra ungerska armén på Nazitysklands sida under slaget vid Stalingrad. 
Jány erhöll 1939 den tyska utmärkelsen Järnkorset av första och andra klassen, och 1943 Riddarkorset av Järnkorset. Efter kriget dömdes han för krigsbrott och arkebuserades.